# Уральский государственный театр эстрады
Экстерьер
Ура́льский госуда́рственный теа́тр эстра́ды (сокр. УГТЭ) — театр в Екатеринбурге, основанный в 1996 году по указу губернатора Свердловской области. Открыт 1 февраля 1997 года.

## История
1997—2010 годы
Изначально в здании располагался Дом политпросвещения Свердловского обкома КПСС. Театр был создан в 1996 году по решению правительства Свердловской области. Приказ об основании подписал тогдашний губернатор Свердловской области Эдуард Россель. Уже 1 февраля 1997 года состоялось торжественное открытие, на котором присутствовал губернатор, министр культуры Свердловской области Наталья Ветрова, а также Николай Головин, в дальнейшем ставший директором и художественным руководителем. Первые зрители смогли посетить театр только спустя год после официального открытия, поскольку здание, доставшееся театру «по наследству», требовало капитального ремонта.
Внешне строение было выполнено в характерном для модернистских строений 70—80-х годов архитектурном стиле, главным элементом фасада которых являлись побелённые бетонные рёбра. Таковым оно оставалось до полной реконструкции, начатой в августе 2004 года и продлившейся два года. В результате, бетонные рёбра перекрыли стеклопакетами и его исторический облик оказался утерян. Также в театре появился малый зал, новые репетиционные комнаты и помещение для касс. Официальное открытие обновлённого здания театра состоялось в декабре 2006 года, а первые выступления начались только в феврале 2007 года, поскольку к плановой дате открытия были закончены не все работы и привезено не всё оборудование.
На базе театра были созданы коллектив «Биг-бенд», детская студия «Звонце» и камерный балет.
За служение театральному и музыкальному искусству и активную работу по пропаганде музыкальной культуры в 2005 году Н. Головину было присвоено почётное звание заслуженного работника культуры Российской Федерации.
Смена руководства
В 2010 году губернатор Александр Мишарин подписал постановление об отставке Н. Головина. Какое-то время общественности не представляли нового руководителя и не поясняли причины такого решения. Ряд сотрудников театра высказали свое недоумение решением правительства, а также непонимание дальнейшей судьбы творческих коллективов. В один из вечеров возле театра был организован митинг, на котором вместе с некоторыми сотрудниками присутствовали родители, дети которых занимались в творческих студиях при театре. Повесткой митинга оказался публичный протест против увольнения. Сам Головин был также крайне удивлён такому решению и назвал ситуацию «странной», заявив, что реальных причин не знает, но предполагает, что на должность хотят поставить «своего» человека. Помимо этого, он высказал опасения, что могут начаться массовые увольнения, в частности — «стариков», прекратят свою работу детские коллективы, а также, возможно, театр будет приватизирован.
Занимавший в то время должность министра культуры Свердловской области Александр Бадаев заявил, что никакой подоплёки в решении нет: в мае 2010 года закончился контракт с Головиным, о его непродлении он был уве́домлен, как и положено, за два месяца. Также, по словам Бадаева, губернатору были представлены результаты проведённого конкурса по поиску программ развития театра, и наиболее оптимальную программу представил не Головин, а претендующий на его место новый директор.
24 июня минкульт представил новых управленцев. Художественным руководителем правительство области назначило автора-исполнителя Александра Новикова, а директором (с 18 мая 2010 года) — Максима Борисовича Лебедева, окончившего ГИТИС по специальности «режиссура», а также являющегося концертным директором Новикова. Общественность города и региональные СМИ опасались, что в результате смены руководства театр превратится в «театр русского шансона». Александр Новиков дал пресс-конференцию, на которой заявил, что «шансона в театре не будет». Но сбылись некоторые опасения Головина: были уволены 30 артистов, не явившихся на объявленный новым руководством общий кастинг. По словам одного из них, требования к участникам кастинга были смещены на показ танцевальных номеров и вокала. Александр Новиков позже заявил, что хочет избавиться от драматической студии и артистов балета, объяснив это тем, что эти жанры не являются эстрадой и «для балетной труппы есть театр оперы и балета, для драмкружка — драмтеатр». В ознаменование грядущих перемен у входа в театр была повешена растяжка с надписью: «А.В.НОВый театр».
Одним из самых громких решений нового худрука стал запрет спектакля по одноимённой поэме Юрия Энтина «Голубой щенок», в котором он углядел признаки педофилии:

…постановку пришлось снять волевым решением. Сами посудите, разве можно такое ставить на сцене? Этот спектакль просто пропитан педофилией и гомоэротикой и не отвечает современным требованиям. Это безобразие, когда взрослый мужчина подходит к мальчику, гладит его по голове и говорит: «Ну и что, что голубой, пойдем со мной!»
— Александр Новиков, июнь 2010, Екатеринбург
Также, достаточно резко Новиков высказался о спектакле в целом, назвав его «карикатурным», «дешёвым балаганом» и «самодеятельным педофильником», а коллектив, работавший над постановкой «сборищем непрофессионалов». Решение в целом и высказывания в частности вызвали широкий резонанс как в городской общественности, так и в ряде региональных и федеральных СМИ. Режиссёр спектакля — заслуженная артистка РФ и бывший главный балетмейстер театра Марина Головина, подала в суд иск на Новикова о защите чести и достоинства. Судья встала на сторону Головиной и признала слова худрука оскорбительными, обязав его выплатить 20 тысяч рублей компенсации, а также принести публичные извинения. Позже, Головина подала заявление об уходе из театра, сообщив, что на неё оказывается давление. Сам Юрий Энтин, к которому обратились журналисты за комментарием, слова худрука не одобрил.
Некоторые сотрудники театрального коллектива, работавшие при Николае Головине, сообщали, что с приходом новых руководителей в театре стало «процветать хамство». Так, бывший заведующий художественно-постановочной частью обвинил нового худрука в рукоприкладстве. По его словам, когда он пришёл в кабинет поговорить об увольнении, разговор не задался и Новиков ударил его по шее. Новиков же назвал эти обвинения клеветой, сообщив, что заведующий зашёл в его кабинет в состоянии алкогольного опьянения, при этом был груб, выражаясь нецензурно и угрожал сорвать грядущее мероприятие, пропустив в этот день работу. Также, по словам Новикова, он отказался от медицинского освидетельствования, о чём был составлен соответствующий акт. Часть коллектива театра обратилась к председателю Союза театральных деятелей России Александру Калягину с просьбой защитить их от «оскорблений профессиональных работников». Калягин в ответном письме попросил Новикова быть осторожнее по отношению к людям, указав, что «всё-таки мы работаем не на свиноферме». Калягину ответил министр культуры Свердловской области Алексей Бадаев, иронично написав, что «проблем во взаимоотношениях между работниками свиноферм Свердловской области не наблюдается», а вопросы о проблемах в театре нужно задавать прежнему руководству. Позже Новиков лично встретился с Калягиным на проходившей в Екатеринбурге VII отчетной-выборной конференции Свердловского отделения Союза театральных деятелей России, где рассказал, что в театре учитываются интересы коллектива и уже готовятся первые премьеры.
Всю эту череду скандалов со сменой руководства издание Lenta.ru в своей публикации назвало «смело претендующим на титул самого громкого подобного события за 2010 год в России».
Одновременно с этим новым руководством на базе театра был учреждён Детский театр эстрады со своими творческими коллективами и спектаклями для детей. Также была открыта уральская «площадь звёзд» перед входом в театр — аналог голливудской аллеи славы. В её основание закладываются гранитные звёзды с именем артистов, которые внесли наиболее значимый вклад в развитие определённых видов искусства на территории города и области.
Первый после смены руководства сезон был открыт постановкой «Мы строим новый театр», участие в которой приняли обновленный коллектив театра и худруки сразу двух театров эстрады: сам Александр Новиков и Юрий Гальцев — худрук театра эстрады в Санкт-Петербурге.
В 2018 году было подписано соглашение о сотрудничестве с Русским государственным музыкально-драматическим театром Республики Ингушетия, предполагающее совместные постановки и гастроли, обмен опытом, участие в фестивалях и совместных концертах.
В 2019 году, который был объявлен «Годом театра», театр стал одной из площадок «Уральского культурного форума». В том же году аналитическим агентством «ТурСтат» он был признан одним из лучших театров Екатеринбурга.

## Репертуар
В афише театра собственные постановки концертов, спектаклей, шоу.
2017 год
- «Синема Шоу» — ревю, параллельно которому строится сюжетная линия о взаимоотношениях между успешной киноактрисой и её мужем — голливудским режиссёром[30][31]. По словам режиссёра-постановщика Максима Лебедева, до этой постановки в Екатеринбурге не существовало подобного направления[32];
- «Поэт. Есенин» — музыкально-поэтическая картина на музыку Александра Новикова и стихи Сергея Есенина[33]. В проекте присутствуют фрагменты биографии поэта — его первые успехи, зарождающаяся известность, любовь к Айседоре Дункан, поездка в Америку. Помимо автобиографических зарисовок, постановка состоит из прочтения стихотворений Есенина, исполнения музыкальных переложений стихов поэта и танцевальных номеров[34]. Александр Новиков заявил, что считает проделанную работу «наверное, самой значимой в жизни»[35].

2018 год
- «В джазе только девушки. XXI век» — музыкальный спектакль;
- «Лофт. История красивой жизни». Некоторые жители города усмотрели в сюжете постановки аллюзию на одно из самых громких уголовных дел об убийстве фотографом Дмитрием Лошагиным своей жены в городе Екатеринбурге[36][37]. По словам художественного руководителя театра Александра Новикова, постановка не имеет отношения к резонансным событиям прошлого[38][39].

2019 год
- «Rock&Opera» — концертная программа;
- «Stevie Wonder Tribute» — концертная программа в сопровождении Уральского государственного эстрадно-симфонического оркестра;
- «Весенний джаз» — джазовые хиты;
- «Героям былых времён» — музыкальный спектакль;
- «Жизнь моя, моя любовь» — концертная программа Валерия Топоркова;
- «Кабачок „Три аккорда“» — концертная программа;
- Сергей Пронь и «Мелодия трубы» — джазовая программа;
- «Хиты Queen» — новое музыкальное прочтение в сопровождении Уральского государственного эстрадно-симфонического оркестра[40];
- «Mix tribute» — Джаз. Эстрада. Рок;
- «Алла Tribute» — музыкальный проект;
- «Дискотека 1990-х» — музыкальное шоу;
- «Новая опера» — музыкальный проект;
- «Про Федота-Стрельца, удалого молодца» — сказка для взрослых;
- «Соло Life» — концертная программа;
- «Старые песни о главном» — концерт за столиками;
- «Хорошие песни» — шоу-программа за столиками;
- «Эстрадное шоу „Короли“».

2020
- «Концерт артистов театра, посвящённый 150-летию И. Бунина»;
- «Рождённые в СССР» — концертная программа.

## Фестивали
На площадке театра многократно проводились джазовые фестивали «Джаз, рождённый в СССР» и «Джаз-транзит».